# Mykoła Petro Łuczok
Mykoła (Mikołaj) Petro Łuczok OP (ur. 26 marca 1974 w Mukaczewie) – ukraiński biskup rzymskokatolicki, dominikanin, biskup pomocniczy mukaczewski w latach 2019–2023, biskup diecezjalny mukaczewski od 2023.

## Życiorys
W 1994 wstąpił do zakonu dominikanów. Pierwszą profesję złożył w zakonie 29 sierpnia 1995, śluby wieczyste 30 kwietnia 2000, a święcenia kapłańskie przyjął 24 czerwca 2003 z rąk Antala Majneka, biskupa diecezjalnego mukaczewskiego. Studiował na Kolegium Filozoficzno – Teologicznym OO. Dominikanów w Warszawie i Krakowie. Pracował jako duszpasterz w Jałcie, Petersburgu, Czortkowie, Lwowie i Chmielnickim. W 2018 został mianowany przełożonym klasztoru we Lwowie, a także delegatem Wikariatu Ukrainy na Kapitułę Generalną Zakonu Kaznodziejskiego. 
11 listopada 2019 papież Franciszek mianował go biskupem pomocniczym diecezji mukaczewskiej, ze stolicą tytularną Giru Marcelli.  Sakry udzielił mu 10 grudnia 2019 nuncjusz apostolski na Ukrainie – arcybiskup Claudio Gugerotti, któremu asystowali Mieczysław Mokrzycki, arcybiskup metropolita lwowski oraz Antal Majnek, biskup diecezjalny mukaczewski. Jako zawołanie biskupie przyjął słowo „Misericordia” (Miłosierdzie).
28 stycznia 2022 r. został administratorem apostolskim diecezji mukaczewskiej. 7 października 2023 papież Franciszek mianował go biskupem diecezjalnym mukaczewskim. 2 grudnia 2023 r. kanonicznie objął urząd biskupa diecezjalnego i odbył ingres do katedry św. Marcina z Tour w Mukaczewie